# Emma Gündel
Emma Gündel (* 29. April 1889 in Hamburg; † 16. Februar 1968 in Reinbek), verheiratete Gündel-Knacke, war eine deutsche Kinderbuchautorin.

## Leben und Wirken
Emma Gündel absolvierte in Hamburg eine Ausbildung zur Lehrerin und war als solche bis ca. 1932 tätig. Anschließend arbeitete sie als freie Kinder- und Jugendliteraturschriftstellerin. Ihren ersten größeren Erfolg hatte Gündel mit dem Mädchenbuch Drei Mädels und eine Wette. Eine fröhliche Erzählung für junge Mädchen, das 1937 erschien und eine Auflage von 15.000 gedruckten Exemplaren erreichte. Berühmt wurde sie durch ihre Elke-Bände. Die Bände der Elke-Serie wurden von 1937 bis 1967 in 1 600 000 Exemplaren verbreitet. Sie erscheinen seit 1968 in neuer Fassung.
Gündels Bücher erschienen bis 1945 im Hanns-Jörg Fischer-Verlag, Berlin/Leipzig/Wien, zeitweise im Anton Verlag, Leipzig, nach 1945 im Boje-Verlag, Stuttgart. Übersetzungen wurden in Niederländisch, Dänisch und Schwedisch veröffentlicht.

## Einordnung des Werks
Mit der Elke-Serie setzte Gündel
„die Tradition des ‚sentimentalen‘ Jungmädchenbuches“ fort und „perfektionierte, neben Magda Trott, Else Ury, Martha Schlinkert, Hans Erich Seuberlich etc., das Prinzip der ‚Serie‘ bis weit in das 20. Jahrhundert hinein.“
Die psychologische Wirkung des Mädchenbuchmädchens Elke auf die seinerzeit junge Leserin (im Alter von ca. 10 bis 12 Jahren) liegt u. a. darin, dass die Serie dem lesenden weiblichen Publikum
„eine vollkommene Gegenwelt ihrer vorpubertären Unsicherheit bietet und die sozial vermittelten Rollen-Erwartungen bestätigt. Die ‚schablonisierte Leitfigur‘ Elkes erlaubt bequeme Identifikation und Kompensation eigener Schwierigkeiten, zugleich Genuß von Selbstlosigkeit und eines daraus resultierenden Glücks.“
Jenseits aller zeittypischen Rollenerwartungen gibt es aber in Gündels Büchern auch studierende und berufstätige Frauen (z. B. Elkes Schwester Anke) oder alleinerziehende Väter (In Ein kleines Wort das Wunder tat, 1939). In ihrer Hundegeschichte Momme und Mucki, die Freunde (1949) versucht sie sogar eine Art „Vergangenheitsbewältigung“: Die beiden Hunde lieben sich trotz verschiedener Rassen und die erwachsene Hauptfigur, eine Lehrerin, wird wegen regimekritischer Bemerkungen verhaftet und kann danach nicht mehr unterrichten.

## Werke

### Elke-Reihe
- Band 1: Elke der Schlingel (1937)
- Band 2: Elkes Sommer im Sonnenhof (1937)
- Band 3: Elke im Seewind (1937)
- Band 4: Elke lernt bergsteigen (1937)
- Band 5: Elke und ihr Garten (1937)
- Band 6: Gute Zeit für Elke (1938) (vorher: Elkes großes Glück)
- Band 7: Elkes neues Leben (1938)
- Band 8: Elkes Freundin Katje (um 1948)
- Band 9: Das Kind Mulle (1951) [später: Elkes Tochter Mulle]
- Band 10: Das gesegnete Tal (1953) [später: Leb wohl, Elke!]
- Sammelband: Schöne Zeit für Elke (1968); enthält: Garten/Gute Zeit/Katje/Mulle/Leb wohl
- Sammelband: Elke unterwegs (1968); enthält: Sonnenhof/Seewind/bergsteigen

### Anderes
- Der verhexte Rucksack (1922)[5]
- Mutter, deine guten Hände (um 1930?)[6] (Untertitel: Eine Erzählung, die auch ein Wiedersehen mit Elke bringt, Boje Verlag 1954)
- Sepperl, der Eichkater und andere Geschichten von Kindern und Tieren (1937)
- Drei Mädels und eine Wette. Eine fröhliche Erzählung für junge Mädchen (1937)
- Ein kleines Wort, das Wunder tat. Die Geschichte einer Dankbarkeit (1939)
- Das singende Herz (um 1940)
- Sebastian ist anderer Meinung - Eine vergnügliche Geschichte (1940)
- Drei Sterne am Himmel. Ein Wiedersehen mit Elke (1944)
- Momme und Mucki, die Freunde: eine Hundegeschichte (1949)
- Kleines Haus in Hemmelwarde. Eine Geschichte rund um einen schönen Garten (1950)
- Die Sache mit Tobi (1952)
- Braves Pferd Lisa (1954)
- Elisabeth und ihre Schwalben (1956)
- Rita und ihre Tiere (?)